# Protearomyia nigra
Protearomyia nigra är en tvåvingeart som först beskrevs av Johann Wilhelm Meigen 1826.  Protearomyia nigra ingår i släktet Protearomyia och familjen stjärtflugor. Arten är reproducerande i Sverige. Inga underarter finns listade i Catalogue of Life.